# Zingiber singapurense
Zingiber singapurense là một loài thực vật có hoa trong họ Gừng. Loài này được Jana Leong-Škorničková miêu tả khoa học đầu tiên năm 2014.

## Mẫu định danh
Mẫu định danh: J. Leong-Škorničková & Aung Thame SNG-178; thu thập ngày 7 tháng 5 năm 2014 ở tọa độ 1°20′42″B 103°49′26″Đ / 1,345°B 103,82389°Đ, khu vực hồ chứa nước MacRitchie, Khu bảo tồn thiên nhiên Vùng thu nước Trung ương, Singapore. Mẫu holotype lưu giữ tại Vườn Thực vật Singapore (SING), các isotype lưu giữ tại Vườn Thực vật Hoàng gia tại Edinburgh (E), Vườn Thực vật Hoàng gia tại Kew (K), Viện Nghiên cứu Rừng Malaysia tại Kepong, Selangor (KEP).

## Từ nguyên
Tính từ định danh singapurense (giống đực / giống cái: singapurensis) là Latinh hóa tên gọi của Singapore trong tiếng Mã Lai là Singapura, nơi thu mẫu định danh loài này.

## Phân bố
Loài này đặc hữu Singapore. Môi trường sống là rừng nguyên sinh và thứ sinh thuần thục vùng đất thấp, ưa nơi ẩm ướt nhiều bóng râm, ở cao độ tới 50 m.

## Phân loại
Thuộc nhóm Zingiber gracile trong tổ Zingiber, bao gồm Z. aurantiacum, Z. elatius, Z. gracile, Z. kelantanense, Z. petiolatum, Z. raja, Z. singapurense và Z. sulphureum.

## Mô tả
Cây thảo thân rễ thường xanh lâu năm, cao tới 0,8 m. Thân rễ đường kính 7–10 mm, phân nhánh, ruột màu vàng sáng, hơi thơm. Các chồi lá của cây trưởng thành ra hoa dài 0,7-1,5 m, uốn cong mạnh, 18-30 lá; khoảng 1/4-1/5 sát gốc không lá, với 4-5 lá bắc bao bọc màu xanh lục và nhẵn nhụi. Bẹ lá màu xanh lục, nhẵn nhụi. Lưỡi bẹ 1–2 mm, gần như khó thấy, 2 thùy, màu xanh lục, có lông măng. Cuống lá tiêu giảm thành gối, dài 2–3 mm, màu xanh lục sáng, có lông măng. Phiến lá 15-22 × 2–4 cm, hình trứng hẹp, dần thon nhỏ thành đỉnh thon nhỏ dần hẹp-hình đuôi hẹp, đáy tù tới thuôn tròn, mặt trên màu xanh lục sẫm, bóng, nhẵn nhụi, mặt dưới nhạt màu hơn và gần như nhẵn nhụi (trừ đôi khi có lông gần gân giữa và phần đáy gần gối). Cụm hoa mọc từ thân rễ, dài tới 23 cm, thẳng đứng. Cuống cụm hoa 5-10(-12) cm; lá bắc bao bọc 4-6, dài 0,5–3 cm với các lá bắc dài dần về phía cành hoa, hình ống tại đáy (2–10 mm), màu trắng-kem tới xanh lục sáng, với ánh đỏ-da cam ở các lá bắc trên, có lông tơ mềm áp ép. Cành hoa bông thóc 7-11 × 1,5–2 cm, hình thoi hẹp, gồm 8-17 lá bắc với 2 lá bắc thấp nhất và cao nhất thường vô sinh. Lá bắc sinh sản hơi hình trứng ngược, các lá thấp nhất 3,6 × 2,3 cm (nhỏ dần về phía đỉnh), đỉnh nhọn rộng tới tù, mặt ngoài màu trắng-kem tới vàng sáng ở đáy, màu ánh đỏ-da cam tại phần lộ thiên phía trên, có lông tơ mềm áp ép, bên trong màu vàng sáng, bóng, nhẵn nhụi, mép ~0,5 mm, như thủy tinh, màu trắng trong mờ, bao 1 hoa. Lá bắc con tiêu giảm mạnh, dài 2–7 mm, rộng 2–5 mm tại đáy, hình tam giác, màu trắng trong mờ, mặt ngoài thưa lông mềm áp ép màu trắng, mặt trong nhẵn nhụi. Hoa dài 6–7 cm. Đài hoa dài 1,3–2 cm, hình trụ tại 1/3 đáy, phồng tại phần đỉnh với 3 răng khó thấy, chẻ một bên 6–10 mm, màu trắng trong mờ, thưa lông tơ về phía bầu nhụy, nhẵn nhụi ở phần đỉnh. Ống tràng dài 3,5-4,2 cm, màu trắng-kem tại đáy, màu ánh vàng tại đỉnh. Thùy tràng lưng hình trứng-tam giác, 2,6-2,8 × 0,9-1,1 cm, màu vàng nhạt trong mờ, nhẵn nhụi, đỉnh nhọn thon hẹp, mép cụp trong, hiếm khi có nắp nhỏ. Các thùy tràng bên hình trứng hẹp-tam giác, 2,3-2,5 × 0,5-0,7 cm, màu vàng nhạt trong mờ, nhẵn nhụi, đỉnh nhọn thon hẹp, mép cụp trong. Cánh môi 2,1-2,3 × 0,9-1,1 cm (khi gồm cả các nhị lép bên rộng 1,8–2 cm), màu vàng nhạt, nhẵn nhụi. Nhị lép bên 1,3-1,4 × 0,4-0,5 cm, hợp sinh với cánh môi ở 4/5 từ đáy, màu vàng nhạt, nhẵn nhụi. Nhị dài 1,8–2 cm; chỉ nhị dài 1-1,5 mm; bao phấn ~1,1 × 0,4 cm (không tính mào); phần phụ liên kết màu trắng-kem; mào bao phấn dài 1,1-1,3 cm (khi kéo thẳng), vượt quá đầu nhụy 1–3 mm, màu trắng-kem tới vàng nhạt tại đáy, hơi sẫm hơn về phía đỉnh. Mô vỏ bao phấn nứt dọc toàn bộ chiều dài. Tuyến trên bầu 2, dài ~3,5 mm, đường kính ~0,75 mm, màu trắng-kem. Bầu nhụy 3-4 × 2–3 mm, màu trắng-kem, có lông tơ, lông màu nâu gỉ sắt sáng. Vòi nhụy màu trắng; đầu nhụy với lỗ nhỏ thuôn tròn, có lông rung, hướng về phía trước. Không thấy quả. Ra hoa tháng 5-6.
Tương tự như Z. aurantiacum, nhưng khác ở chỗ toàn cây nhỏ hơn, thanh mảnh hơn, cụm hoa với các lá bắc sinh sản lồi khác biệt (so với áp ép chặt), lá bắc con tiêu giảm (dài tới 6 mm so với dài ~25 mm), các nhị lép bên rời một phần với cánh môi (so với gần như hợp sinh hoàn toàn với cánh môi).